# Pedro Dólera Corpas
Pedro Dólera Corpas (Barcelona, España, 15 de abril de 1973) es un exfutbolista y entrenador de fútbol español.

## Trayectoria

### Como jugador
Pedro Dólera era un delantero que comenzó su carrera como Benjamín en el Terlenka, desarrollando toda su carrera entre la Territorial Preferente y la Primera Catalana, defendiendo las camisetas de la Club de Fútbol Montañesa, Hospitalet Atlético, AE Prat, UE Cornellà y Poble Sec, hasta retirarse en 2003 con 30 años.

### Como entrenador
Comenzó en los banquillos dirigiendo al fútbol basa de la Peña Barcelonista Terlenka, pasando posteriormente al CD Marianao Poblet de la Primera Catalana, al que dirigió desde 2006 a 2009.
En verano de 2009, firma como entrenador del CE Europa de la Tercera División de España, al que dirige durante 6 temporadas. En las últimas tres temporadas dirigiendo al CE Europa (2012-2013, 2013-2014 y 2014-2015), acabaría en tercera posición del Grupo V, disputando el play-off de ascenso a la Segunda División B de España, pero sin éxito. El 4 de junio de 2015, se marcharía con 249 partidos dirigidos (228 de liga, 8 de play-off y 13 de Copa Catalunya).
En la temporada 2015-16, firma como entrenador del AE Prat de la Tercera División de España y en su primera temporada logra el ascenso a la Segunda División B de España.
En la temporada 2016-17, tras estrenarse en la categoría de bronce del fútbol español, acabaría en puestos de descenso del Grupo III y volvería a la Tercera División de España.
El 30 de junio de 2019, lograría de nuevo el ascenso a la Segunda División B de España, tras vencer al Club Portugalete en la final de la eliminatoria de ascenso.
En la temporada 2022-23, es confirmado como entrenador del AE Prat de la Segunda Federación, siendo su séptima temporada en el club consecutiva.
El 29 de mayo de 2023, firma por la U. E. Olot de la Tercera Federación, con el que lograría el ascenso a Segunda Federación al término de la temporada. El 29 de enero de 2025, deja de ser entrenador de la U. E. Olot y sería relevado por su asistente Roger Vidal.

## Clubes
| Club               | País              | Año       |
| ------------------ | ----------------- | --------- |
| CD Marianao Poblet | Bandera de España | 2006-2009 |
| CE Europa          | Bandera de España | 2009-2015 |
| AE Prat            | Bandera de España | 2015-2023 |
| U. E. Olot         | Bandera de España | 2023-2025 |